# Томасов, Марин
Ма́рин Тома́сов (хорв. Marin Tomasov; род. 31 августа 1987[…], Задар, Югославия) — хорватский футболист, полузащитник казахстанского клуба «Астана». Четырёхкратный чемпион Казахстана и 5-кратный вице-чемпион Хорватии.

## Карьера

### Клубная
Томасов окончил юношескую академию клуба «Задар». В 2006 году он подписал с этим клубом свой первый профессиональный контракт и получил футболку под 14 номером. За три сезона, проведённых в клубе, он сыграл в 72 играх и забил 12 голов. В течение сезона 2008/09 им заинтересовался один из «гигантов» хорватского футбола, «Хайдук» из Сплита. Летом 2009 Томасов был перешёл в «Хайдук», сумма трансфера составила 350 тысяч евро. В своём новом клубе он снова получил футболку под номером 14.
В первом сезоне в новом клубе он сыграл в 22 встречах, однако лишь в 11 он играл с самого начала. Он забил 2 мяча в сезоне 2009/10 и хотя ему на тот момент было лишь 20 лет, он заявил, что этот сезон был для него разочаровывающим и он постарается играть лучше в будущем.
Сезон 2010/11 оказался для него более удачным. Он провёл 26 матчей в лиге (из них в 15 он выходил на поле в стартовом составе), забив 4 мяча. В Лиге Европы 2010/11 он сыграл в 9 встречах, отметившись забитыми мячами дважды.
Томасов превосходно начал сезон 2011/12, забив в игре первого тура против «Шибеника» победный гол на 87 минуте. Свой следующий мяч он забил в выездной игре против «Истры 1961», внеся свой вклад в победу команды 3:0. Он снова отличился в следующем матче, выведя свою команду вперёд в матче против «Загреба» уже на 50-й секунде. Ему удалось поразить ворота и в следующей встрече, в сплитском дерби, однако на этот раз «лишь» на второй минуте.
В апреле 2012 года контракт Томасова с «Хайдуком» был разорван Хорватским футбольным союзом из-за задолженности по зарплате.
18 июня 2012 клуб Второй Бундеслиги «Мюнхен 1860» подтвердил, что Томасов подписал с ним трёхлетний контракт. Но чехарда с тренерами команде успеха не принесла и Марин расторг контракт с клубом чуть раньше срока.
В январе 2015 года Томасов вернулся в Хорватию и заключил контракт с «Риекой». До конца сезона он сыграл 15 игр и забил 7 голов и помог клубу вновь выиграть серебряные медали. Сезон 2015/16 стал лучшим в карьере игрока. Томасов сыграл за команду все 36 матчей, забил 8 голов, стал лучшим ассистентом чемпионата Хорватии, лучшим бомбардиром Кубка страны (5 голов), а также был признан лучшим игроком чемпионата страны. Но чемпионство и кубок «Риека» опять уступила «динамовцам» Загреба.
В следующем сезоне Марин успел сыграть лишь две игры и забить один гол, как руководство клуба передало игрока на год в аренду за 800 000 евро в саудовский клуб «Ан-Наср», который стал тренировать хорватский специалист Зоран Мамич. За саудитов Томасов сыграл 23 игры и забил 4 гола, но вернуть звание чемпиона «Ан-Насру» не удалось, и хорваты покинули Саудовскую Аравию.
1 июля 2017 года «Риека» передала Томасова в аренду на год в казахстанскую «Астану». Марин сыграл 11 матчей второй части чемпионата, забил два гола «Атырау» и помог клубу в очередной раз стать чемпионом страны. Сыграл два матча раунда плей-офф Лиги чемпионов УЕФА против шотландского «Селтика», а затем все 6 матчей группового этапа Лиги Европы УЕФА и забил гол пражской «Славии». В 1/16 стадии плей-офф Лиги Европы УЕФА забил по голу дома (1-3) и на выезде (3-3) португальскому «Спортингу», но по сумме матчей «Астана» выбыла из турнира.
В начале нового сезона 4 марта 2018 года Марин забил два гола алматинскому «Кайрату» в матче за Суперкубок Казахстана и обеспечил победу своему клубу (3-0). В первых 10 турах чемпионата забил 4 гола и сделал 10 ассистов, в сумме обойдя на 5 очков лучших кайратовцев Аршавина и Исаэля, после чего «Астана» выкупила его контракт у хорватской «Риеки». По итогам сезона провёл 30 игр в чемпионате (больше всех в команде) и забил 14 голов (больше всех в команде) и вторично стал с «Астаной» чемпионом Казахстана. В еврокубках провёл все 14 матчей сезона и забил один гол французскому «Ренну», но на этот раз в плей-офф Лиги Европы УЕФА клуб не пробился.
Прекрасно начал и новый сезон 2019: в 4 стартовых победных матчах забил два гола и сделал 6 ассистов. А до этого выдал голевой пас Джуниору Кабананге, который забил первый из своих двух голов в победном матче на Суперкубок Казахстана по футболу 2019 с алматинским «Кайратом» (2:0). А 15 мая, забив два гола в ворота «Иртыша», Томасов с 6 голами и 8 ассистами, вышел в лидеры бомбардиров чемпионата.
2020 Сезон проходил в условиях ограничений, вызванных пандемией COVID-19, но Томасов оставался важной частью атакующего механизма команды. В национальном чемпионате он регулярно появлялся в стартовом составе, демонстрируя универсальность и умение играть как на фланге, так и в роли свободного атакующего полузащитника. В ряде матчей он отметился важными голами со штрафных и опасными прострелами, став лучшим ассистентом клуба в ряде туров.
В 2021 году Томасов начал сезон с уверенного выступления, отметившись ассистами и голами уже в стартовых турах Премьер-лиги. Он не просто играл — он вел команду за собой. Его пас в матче против «Ордабасы» привёл к победному голу, а также именно он начал комбинацию, завершившуюся блестящей победой над «Кайратом». Уверенная игра в еврокубках дополнила успешный год.
В 2022 Несмотря на усиливающуюся конкуренцию в составе, Марин продолжал выступать на высоком уровне. Его опыт был особенно важен в матчах, где требовалось хладнокровие и лидерство. В этом сезоне он исполнял роль «играющего тренера» на поле — подсказывал, направлял молодых игроков и сам регулярно попадал в число лучших по системе «гол + пас». Его гол в концовке матча с «Аксу» стал одним из самых обсуждаемых моментов сезона.
2023 год стал ещё одним подтверждением того, что возраст — лишь цифра. Томасов продолжал удивлять — его активность не спадала, а точность передач и ударов только улучшалась. В еврокубках он вновь показал себя с лучшей стороны, забив важный мяч в квалификационном раунде Лиги конференций УЕФА. В матчах чемпионата он был особенно опасен на правом фланге, откуда создавал массу моментов. Томасов трижды попадал в символическую сборную тура и вошёл в топ-5 ассистентов Премьер-лиги.
2024 сезон стал ярким в плане еврокубков. Томасов сыграл 6 матчей в квалификации Лиги конференций, забив 3 гола и сделав 1 ассист. Особенно ярко он проявил себя в ответной игре против Corvinul, где оформил дубль и принял участие в ещё одном голе. В групповом этапе он продолжал выходить в основе, играя против таких клубов, как Chelsea и APOEL. Несмотря на возраст, он оставался важным элементом состава, проведя в среднем по 85 минут за матч. В чемпионате он продолжал забивать и раздавать передачи, показывая, что мотивация у него на уровне молодых.
На момент весны 2025 года Томасов сыграл уже 4 матчей в КПЛ, забив 4 гола и сделав 2 результативные передач. Он начал сезон с результативных действий против «Кайрата» и «Кызылжара», играя в стартовом составе и проводя на поле почти полные матчи с капитанской повязкой.

Марин Томасов навсегда вписал своё имя в историю казахстанского футбола как одна из величайших легенд ФК «Астана». Его выдающаяся игра, лидерские качества и невероятная результативность сделали его любимцем болельщиков и ключевой фигурой в эпоху доминирования клуба на внутренней арене. Томасов не просто играл — он определял стиль команды, вдохновлял партнёров и приносил победы. Его вклад в успехи «Астаны» невозможно переоценить: многочисленные чемпионства, еврокубковые подвиги и личные рекорды говорят сами за себя. Для тысяч фанатов имя Марина Томасова стало синонимом мастерства, преданности и футбольной элегантности. Именно поэтому ярые фанаты не только ФК Астана но и всего Казахстанского футбола прозвали его "Голпасовым".
На протяжении всех этих лет Марин Томасов не просто играл за «Астану» — он стал символом клуба, его душой и мотором. Его вклад в развитие команды и стабильные выступления даже на исходе третьего десятилетия жизни — это образец профессионализма и любви к футболу. В глазах болельщиков он уже давно легенда, и, вероятно, имя Томасова останется в истории казахстанского футбола как одного из самых ярких легионеров Премьер-лиги.

## Достижения
«Хайдук» (Сплит)
- Серебряный призёр чемпионата Хорватии: 2010, 2011, 2012
- Обладатель Кубка Хорватии: 2010

«Риека»
- Серебряный призёр чемпионата Хорватии: 2015, 2016

«Ан-Наср» (Эр-Рияд)
- Финалист Кубка наследного принца Саудовской Аравии по футболу: 2016/17

«Астана»
- Чемпион Казахстана: 2017, 2018, 2019, 2022
- Обладатель Суперкубка Казахстана (4): 2018, 2019, 2020, 2023

#### Личные
- Лучший бомбардир чемпионата Казахстана: 2019 (19 голов)
- Лучший бомбардир чемпионата Казахстана: 2021 (17 голов)[12]
- Член Клуба Нилтона Мендеса — 108 голов за «Астану»[13].